# 安德洛尼卡·科穆宁 (约翰二世之子)
安德洛尼卡·科穆宁（希腊语：Ἀνδρόνικος Κομνηνός，约1108年–1142年），是拜占庭皇帝约翰二世（1118-1143年在位）之子，科穆宁王朝成员，先于父亲因病去世。

## 生平
安德洛尼卡·科穆宁生于约1108/1109年，是拜占庭皇帝约翰二世（1118-1143年在位）与皇后匈牙利的伊琳娜的第二个儿子，约1122年，他的兄长阿莱克修斯成为共治皇帝，他则与弟弟伊萨克和曼努埃尔一同被封为“至尊者”。
方年轻之时，父亲就让他随军出征，他第一次从军是1129年跟随父亲出征匈牙利，大胜而归，之后又和其他兄弟共同伴随父亲在小亚细亚与塞尔柱突厥人战斗。宫廷诗人米海尔·意大利科斯与狄奥多尔·普罗德罗莫斯 都夸赞安德洛尼卡的军事能力，米海尔还把他比作《伊利亚特》里的英雄。1142年，他与兄长阿莱克修斯再次跟随父亲出征，前往进攻奇里乞亚亚美尼亚，但阿莱克修斯在阿塔雷阿（今安塔利亚）突发急病去世，安德洛尼卡因而成为继承人，但很快他也因病去世，约翰二世继续作战，其三子伊萨克护送两个兄长的灵柩返回君士坦丁堡，葬于基督全能者修道院。

## 家庭
安德洛尼卡于1124年与伊琳娜（Irene）结婚，其家世与出身未知，仅有诗人提到她是“埃涅阿斯的后裔”。他们有至少五个孩子：
- 约翰·杜卡斯·科穆宁（英语：John Doukas Komnenos）（1126年-1176年9月17日），与姓塔罗尼蒂萨（Taronitissa）的女性结婚，有几个女儿，包括耶路撒冷王后玛利亚（英语：Maria Komnene, Queen of Jerusalem），还有儿子曼努埃尔[7]。
- 玛利亚·科穆宁娜（1127年出生），先后与狄奥多罗斯·达西欧特斯（Theodoros Dasiotes）和约翰·坎塔库泽诺斯（英语：John Kantakouzenos (sebastos)）结婚，与第二任丈夫有后代[8]。
- 优多基娅·科穆宁娜（1129年出生），第一任丈夫名字未知，后与米海尔·加巴拉斯（Michael Gabras）结婚，有后代。她曾与堂兄安德洛尼卡·科穆宁有婚外关系[9]。
- 狄奥多拉·科穆宁娜（英语：Theodora Komnene, Duchess of Austria） ，（约1132年–1184年1月3日），与奥地利公爵亨利二世结婚，有后代[10]。
- 阿莱克修斯·科穆宁（英语：Alexios Komnenos (protosebastos)），与玛利亚·杜卡伊娜（Maria Doukaina）结婚，两个儿子均早逝，他在曼努埃尔一世死后担任其子阿莱克修斯二世的摄政，传说与太后安条克的玛丽有私情[11]。

## 引用
1. ↑  Varzos 1984a，第357頁.
2. ↑  Varzos 1984a，第357, esp. note 5頁.
3. ↑  Varzos 1984a，第358頁.
4. ↑  Varzos 1984a，第358–359頁.
5. ↑  Varzos 1984a，第359–361頁.
6. ↑  Varzos 1984a，第361–362頁.
7. ↑  Varzos 1984b，第142–155頁.
8. ↑  Varzos 1984b，第155–161頁.
9. ↑  Varzos 1984b，第161–171頁.
10. ↑  Varzos 1984b，第171–189頁.
11. ↑  Varzos 1984b，第189–218頁.